# Vinje pri Moravčah
Vinje pri Moravčah – wieś w Słowenii, w gminie Moravče. W 2018 roku liczyła 84 mieszkańców.